# Ranch de Nazinga
Die Ranch de Nazinga oder Ranch de Gibier de Nazinga liegt im Süden Burkina Fasos nahe der Grenze zu Ghana. Nach dem Vorbild der „game ranches“ im südlichen Afrika werden Jagdtourismus und Fotosafaris angeboten. 1973 privat gegründet, wird sie nun vom Umweltministerium Burkina Fasos betrieben.
Die Ranch ist Teil eines Schutzgebietskomplexes, der auch den Forêt classée de la Sissili, den Nationalpark Kaboré-Tambi und Jagdzonen der umliegenden Dörfer umfasst.

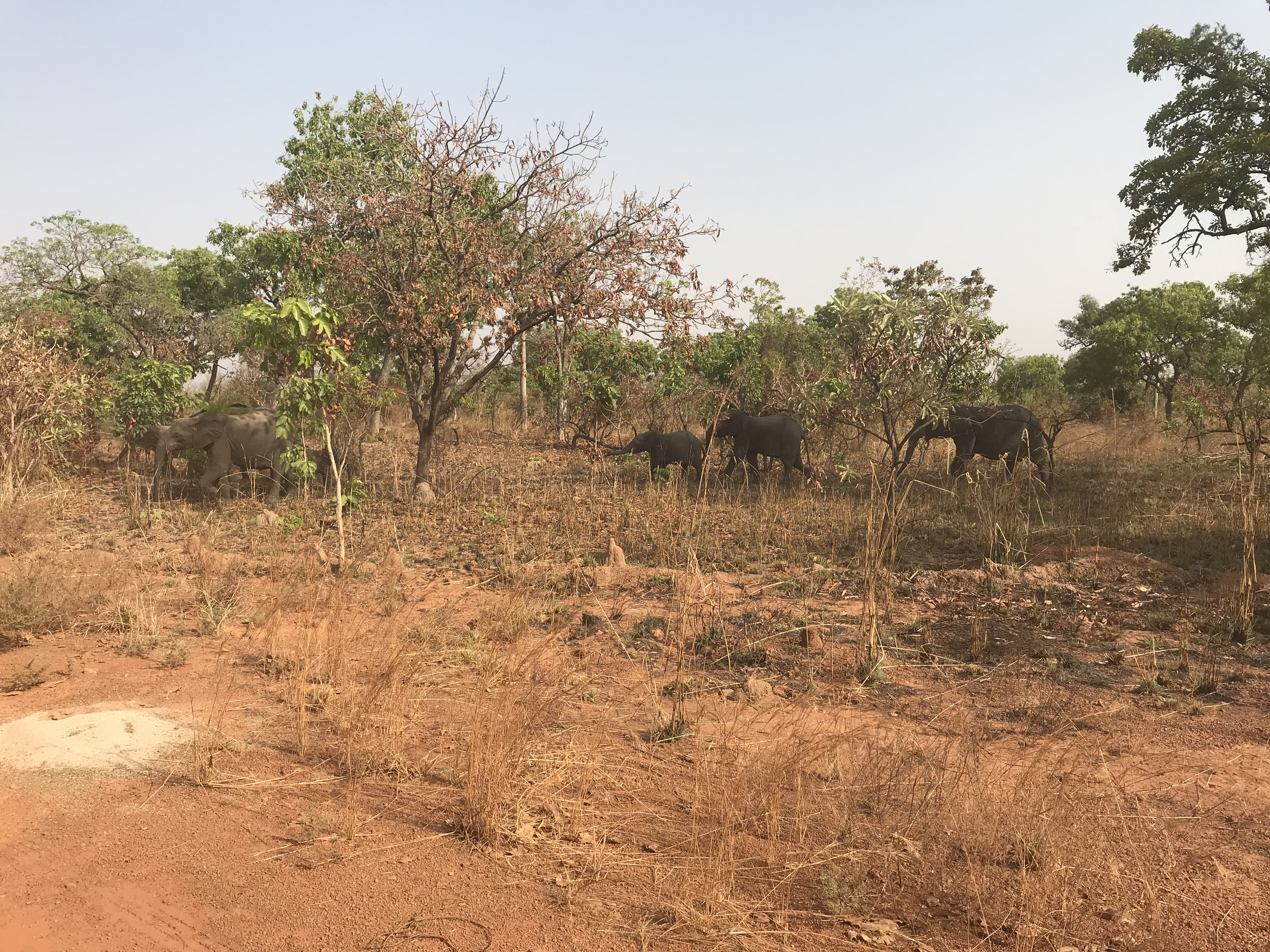
Elefanten im Forêt classée de Nazinga.

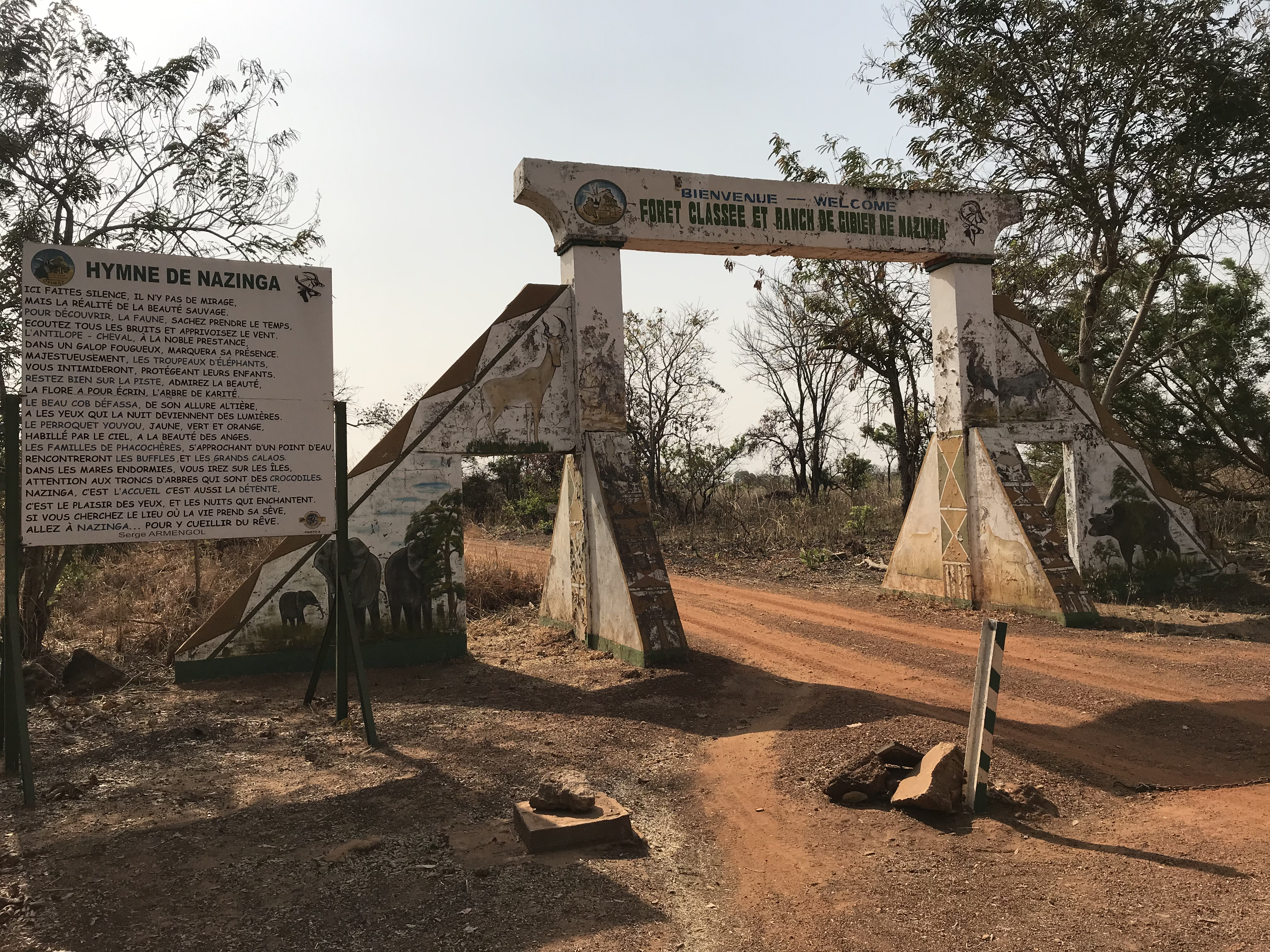
Eingang zur Ranch de Nazinga.